# Lel
Lel és una pedania que pertany al municipi del Pinós, a la comarca valenciana del Vinalopó Mitjà. Està situada a uns 6 quilòmetres al norest de la capital municipal. Tenia 43 habitants en 2010 segons l'INE.

## Geografia física
El nucli de Lel, de reduïdes dimensions, està format per caserius dispersos.

## Història
A la contornada de Lel s'han trobat diversos vestigis arqueològics. A la cova de les Arenes i a la serra de la Centenara s'han ubicat jaciments de l'Eneolític i de l'Edat de Bronze. A Camarilles hi ha restes íberes i romanes; a la Vereda de los Cabecicos es conserven restes de vies romanes.
L'entrada de Lel al Diccionario de Madoz informava que tenia 25 veïns i 80 ànimes repartides en 25 habitacions i una xicoteta venta, que tenia un diputat de justícia, i que del seu sòl pedregòs, regat per pous manantials, produïa grans, vi i oli.

## Cultura
- Festes patronals: se celebren a principis de l'estiu en honor del Sagrat Cor de Jesús des de 1999. Abans se celebraven en honor de Sant Josep.[2]